# Australodesmus divergens
Australodesmus divergens är en mångfotingart som beskrevs av Chamberlin 1920. Australodesmus divergens ingår i släktet Australodesmus och familjen orangeridubbelfotingar. Inga underarter finns listade i Catalogue of Life.